# Moto G (segona generació)
La segona generació del Moto G és un telèfon intel·ligent Android desenvolupat per Motorola Mobility, presentat el 5 de setembre del 2014 a Berlín, Alemanya. El nou Moto G (XT1063) manté les mateixes especificacions tècniques que el model anterior excepte petits canvis estètics i a nivell maquinari.

## Especificacions[calcitació]
Les seves dimensions són 141,5 x 70,7 x 11 mm, la pantalla creix de 4.5" (329 ppp) a 5" (294 ppp) mantenint la mateixa resolució. La càmera posterior posseeix un nou sensor amb millor qualitat de 8 Mpx i la frontal de 2 Mpx. Els altaveus ara són estèreo i passen a ocupar la part frontal del mòbil, compta amb ranura Micro SD igual que el Moto G LTE. Va ser llançat amb Android 4.4.4 de fàbrica, i ja es pot actualitzar a Android 6.0 Marshmallow.
- Processador basat en el SoC Qualcomm Snapdragon 400 de quatre nuclis ARM Cortex-A7, amb una velocitat rellotge d'1.2 GHz, GPU Adreno 305 i 1GB de memòria RAM, idèntic al Moto G original.
- Pantalla de 5" 720x1280 HD amb la tecnologia LCD IPS amb densitat de 294 ppp.
- Càmera posterior de 8 Mpx amb AF, frontal de 2 Mpx.
- Giroscopi.
- 8/16 GB de memòria interna amb ranura per a targeta de memòria.
- Altaveus estèreo en la part frontal del mòbil.

També compta amb les seves respectives Shells i Flip Shells intercanviables de colors (Motorola no va llançar Grip Shells per a aquesta generació) i variant de doble ranura per a la targeta SIM (Model XT1068). El seu preu de llançament va ser de $179 dòlars nord-americans.
Al març del 2015, Motorola va llançar la versió LTE del seu Moto G de segona generació (XT1072) amb una major capacitat de bateria a comparació del model original.